# 發展局
發展局（英語：Development Bureau）是香港特別行政區政府其中一個決策局，成立於2007年7月1日，隸屬於財政司司長轄下，負責統籌香港的城市規劃、土地管理、公共工程、市區重建及與發展相關的文物保育政策。現任局長為甯漢豪，自2022年7月1日起就任。
發展局的前身可追溯至香港殖民地時期的工務司署（1891年成立）及後來的地政工務科（1981年改組）。2007年，政府實施主要官員問責制調整架構，將原屬房屋及規劃地政局的規劃地政職能、環境運輸及工務局的工務部門，以及民政事務局的部分文物保育工作整合，成立發展局。該局亦負責推動大型基建項目，如起動九龍東計劃及北部都會區發展。

## 歷史
1844年，負責地政測量的量地官擴展為量地官署，1871年改稱測量署，1883年改組為工務司署，中文有時又稱「工務局」，統領土地、交通工程、城市規劃及屋宇事宜。1892年，政府發佈公告，將名稱統一為工務司署。
1981年9月布政司署公佈將成立地政工務科，隸屬布政司署，負責研究及決定相關政策；並於1982年4月將工務司署分拆為多個執行部門，下轄的部門升格為正式部門，包括工程拓展署、建築拓展署、新界拓展署、水務署、機電工程署，同時新成立地政署及市區拓展署。而原先屬於工程拓展署的路政處則轉交運輸科並升格為獨立部門路政署。
1986年，布政司署地政工務科進行改組，旗下的新界拓展署以及市區拓展署合併，建築拓展署則改名為建築署，而建築拓展署轄下的建築物條例執行處則併入地政署，並更名為屋宇地政署。
1989年9月1日將規劃地政工作交予規劃環境地政科，改名為布政司署工務科。
1990年，分別成立規劃署與城市規劃委員會，並將分散於多個部門的規劃工作併入。
1993年，屋宇地政署分拆為屋宇署和地政總署。
1997年7月1日香港主權移交，工務科改名為工務局，工務司改名為工務局局長，規劃環境地政科改名為規劃環境地政局，規劃環境地政司亦更名為規劃環境地政局局長。
2000年1月1日，環境工作歸予環境食物局，規劃環境地政局改稱規劃地政局。
2002年7月1日起實施主要官員問責制，成立房屋及規劃地政局，由房屋局及規劃地政局合併而成。同時工務局併入環境運輸及工務局。
2004年，為了節省部門，土木工程署及拓展署合併為土木工程拓展署。
2007年7月1日，發展局成立，接管房屋及規劃地政局的規劃及地政部份、環境運輸及工務局的工務部份，和民政事務局的部份文物保育工作。
2012年6月7日，起動九龍東辦事處成立，負責引領、督導、監督和監察《起動九龍東》計劃，以加快九龍東轉型成為香港中西區以外，另外一個富有吸引力的核心商業區，以支持香港經濟的增長，並且繼續加強香港在世界上的競爭力。

## 工務科

### 施政方針
- 確保有效規劃、管理和落實公營部門的基建發展和工務計劃，同時確保計劃能以既安全又符合成本效益的方式依時進行，並維持高質素和標準
- 確保有可靠、充足和優質的食水供應，並提供有效率的供水服務
- 負責制訂與發展有關的文物保育政策

## 歷任部門首長
- 田土、城市規劃、開發新市鎮及工程事務：環境司
- 規劃、環境及地政事務：規劃環境地政司 → 規劃環境局局長 → 房屋及規劃地政局局長
- 工務：工務司

## 歷任副局長及常任秘書長

### 發展局副局長（2014年至今）
| № | 官員                     | 就任日期     | 離任日期      |
| 1 | 馬紹祥 Eric Ma           | 2014年1月6日 | 2017年2月13日 |
| 2 | 廖振新 Liu Chun-san      | 2017年8月2日 | 2022年6月30日 |
| 3 | 林智文 David Lam chi man | 2022年9月1日 |               |

### 發展局常任秘書長（2007年至今）
| №                              | 官員                           | 就任日期                       | 離任日期                       | №                        | 官員                     | 就任日期                 | 離任日期                 |
| 發展局常任秘書長（規劃及地政） | 發展局常任秘書長（規劃及地政） | 發展局常任秘書長（規劃及地政） | 發展局常任秘書長（規劃及地政） | 發展局常任秘書長（工務） | 發展局常任秘書長（工務） | 發展局常任秘書長（工務） | 發展局常任秘書長（工務） |
| 1                              | 楊立門 Raymond Young           | 2007年7月1日                   | 2009年8月16日                  | 1                        | 麥齊光 Mak Chai-kwong    | 2007年7月1日             | 2010年6月15日            |
| 2                              | 周達明 Thomas Chow             | 2009年8月17日                  | 2015年8月30日                  | 2                        | 韋志成 Wai Chi-sing      | 2010年6月16日            | 2015年4月6日             |
| 3                              | 黃偉綸 Michael Wong            | 2015年8月31日                  | 2017年6月30日                  | 3                        | 韓志強 Hon Chi-keung     | 2015年4月7日             | 2018年10月12日           |
| 4                              | 甯漢豪 Bernadette Linn         | 2017年7月1日                   | 2022年6月30日                  | 4                        | 林世雄 Lam Sai-hung      | 2018年10月13日           | 2021年10月7日            |
| 署任                           | 丘卓恒                         | 2022年7月1日                   | 2022年11月13日                 | 5                        | 劉俊傑 Lau Chan-kit      | 2021年10月8日            | 現任                     |
| 5                              | 何珮玲 Doris Ho Pui-ling       | 2022年11月14日                 | 現任                           |                          |                          |                          |                          |

## 歷任局長政治助理
- 張文韜（2008年6月12日－2012年6月30日）
- 何建宗（2012年12月27日－2013年8月2日）
- 馮英倫（2014年3月17日－2017年6月30日、2017年8月2日－2022年6月30日）
- 黃詠儀 (2022年9月19日一)

## 管轄部門及公營機構
- 屋宇署
- 地政總署（地政處、測繪處）
- 土地註冊處
- 市區重建局
- 規劃署
- 建築署
- 土木工程拓展署
- 渠務署
- 機電工程署
- 水務署
- 綠化、園境及樹木管理組[8]
- 綠化香港運動
- 古物古蹟辦事處
- 城市規劃委員會
- 海濱事務委員會
- 建造業議會

香港建築科技研究院

## 備註
1. ↑  兼任: 古物事務監督、大嶼山發展諮詢委員會主席
2. ↑  兼任：建造業議會官守議員、職業安全健康局官方委員
3. ↑  兼任：香港城市規劃委員會主席

## 外部連結
- 香港特別行政區政府 發展局
- 發展局的Facebook專頁